# Вингрене, Эугения Антановна
Эугения Антановна Вингрене (лит. Eugenija Vingrene; 19 июля 1931 — 3 июля 2022) — литовский, советский педагог. Народный учитель СССР (1979).

## Биография
Эугения Вингрене родилась 19 июля 1931 года в деревне Шабалдаускай (ныне в Утенском уезде Литвы).
В 1937—1941 годах училась в начальной школе Пачкенай (Утенский район), в 1941—1949 годах окончила 2-ю женскую среднюю школу Утены.
В 1953 году окончила Вильнюсский педагогический институт (ныне Академия просвещения университета Витовта Великого).
До 1958 года преподавала географию в средней школе имени Й. Билюнаса Аникщяя.
В 1958—1960 годах — на партийной работе.
С 1960 по 1989 год работала учителем географии, заместителем директора в школах Аникщяя.
Работая учителем, занималась спортом: участвовала в спортивных состязаниях учителей. Стала победительницей соревнований по пулевой стрельбе Аникщяйского района (1962).
Участвовала в общественных и политических мероприятиях: была председателем Аникщяйского районного женского совета, депутатом совета Аникщяйского района.
О ней снят документальный фильм (Центральное телевидение СССР, Москва, Россия) (1983).
Умерла 3 июля 2022 года в Аникщяе. Похоронена на кладбище в Чеконис (Аникщяйский район) в семейной могиле Вингряй.

### Семья
- Муж (с 1953) — Антанас Вингрис (род. 1928), педагог, преподаватель физического воспитания.
- Сыновья: Арвидас Вингрис (род. 1955), инженер, спортсмен; Аудрюс Вингрис (род. 1962), педагог, менеджер, публицист.

## Звания и награды
- Заслуженный учитель Литовской ССР (1974)
- Народный учитель СССР (1988)
- Орден Трудового Красного Знамени (1971)
- Медаль «За доблестный труд» (1979)
- Знак «Отличник народного просвещения Литовской ССР» (1968)
- Знак «Отличник народного просвещения СССР» (1980)